# Saint Tudwal’s Islands
Die Saint Tudwal’s Islands (walisisch Ynysoedd Tudwal) sind eine kleine Inselgruppe südlich von Abersoch vor der Lleyn-Halbinsel in Nord-Wales, am Westende der Tremadog Bay. Im 19. Jahrhundert waren sie als Studwells bekannt.

## Name
Der Name der Inseln leitet sich ab vom heiligen Tugdual, der auf den Inseln gelebt haben soll.

## Geographie
Die Inselgruppe besteht aus zwei Hauptinseln
- Saint Tudwal's Island West (walisisch Ynys Tudwal Fawr, ⊙)
- Saint Tudwal's Island East (walisisch Ynys Tudwal Fach, ⊙)
- sowie den Carreg y Trai-Felsen (⊙).

Die Inseln sind Ausläufer einer Landzunge bei Bwlchtocyn, einem Ortsteil von Pwllheli. Sie liegen etwa 1 km vor der Küste. Die nächstgelegene Siedlung ist Machroes und Ausflugsboote fahren von Abersoch.

### Saint Tudwal’s Island West
Saint Tudwal's Island West ist auch die südlichste der Inseln. Sie ist ziemlich langgestreckt und erstreckt sich von Norden nach Süden. Sie ist ca. 500 m lang und etwa 100 m breit. Die Insel wurde erst vor wenigen Jahren vom Abenteurer Bear Grylls erworben und als Feriendomizil ausgebaut. Auf der Insel, die sich bis auf 144 ft (44 m) über dem Meer, befindet sich auch St Tudwal’s Lighthouse. Grylls hatte mehrfach Probleme mit Umweltschützern. Am 22. August 2013 sollte eine Untersuchung durch das Gwynedd Council stattfinden, nachdem Grylls eine Rutsche ins Meer angebracht hatte.

### Saint Tudwal’s Island East
Saint Tudwal’s Island East ist nierenförmig (fast rechteckig) und liegt weiter nördlich. Sie gehörte bis zu deren Tod 2016 der Schriftstellerin Carla Lane. Auf der Insel befinden sich die Reste einer Priory (Kloster), die 1291 das erste Mal in Steuerlisten auftaucht. Dieses Kloster soll aus der ursprünglichen Einsiedelei von St. Tugdual entstanden sein. Die Insel erhebt sich bis auf 125 ft (38 m), ist ca. 500 m lang und 200 m breit und grasbewachsen.

## Fauna
Die Inseln sind bekannt für ihre Robben-Kolonien und in den umliegenden, fischreichen Gewässern leben auch noch viele Delfine.